# Szczotkowice
Szczotkowice – wieś w Polsce położona w województwie świętokrzyskim, w powiecie pińczowskim, w gminie Działoszyce.
| SIMC    | Nazwa | Rodzaj    |
| ------- | ----- | --------- |
| 0237759 | Park  | część wsi |

W latach 1975–1998 miejscowość administracyjnie należała do województwa kieleckiego.

## Historia
Jak podaje Bronisław Chlebowski w 1890 r. w Słowniku Geograficznym Królestwa Polskiego Szczotkowice w XVI w. nosiły nazwę Szczodrkowice. W XIX w. był to folwark i osada młyńska w powiecie pińczowskim w gminie Sancygniów, należące do parafii Działoszyce. Znajdowała się tam kopalnia gipsu, młyn amerykański na stawie. Folwark Szczotkowice po oddzieleniu od dóbr Chmielów, miał 187 mórg, w tym było 136 mórg gruntów ornych i ogrodów, 23 morgi łąk, 17 mórg pastwisk i 11 mórg nieużytków. Znajdowały się tam 3 budynku murowane i 4 drewniane.
Od I połowy XIX w. do 1945 r., właścicielami majątku Szczotkowice, który przez większą część XIX w. wchodził w skład dóbr Chmielów, była rodzina Podlodowskich herbu Janina, pochodząca z ziemi radomskiej, z której wywodziła się Dorota, żona Jana Kochanowskiego. Po wydzieleniu, pod koniec XIX w., majątku Szczotkowice, wówczas o powierzchni 102 ha, jego właścicielem został Kazimierz Podlodowski (1.03.1855-14.02.1944), który urodził się w Chmielowie. Był on synem Spirydiona, który gościł w Chmielowie Jana Matejkę i pozował mu do obrazu przedstawiającego Jana Kochanowskiego oraz Anny z Chomentowskich.  Kazimierz Podlodowski uprzemysłowił Szczotkowice, budując duży nowoczesny młyn na przepływającej przez ogród rzece Nidzicy. W czasie okupacji niemieckiej, wspierał partyzantów oraz Żydów z Działoszyc. Został pochowany na cmentarzu parafialnym w Działoszycach. Był żonaty z Marią Fryderyką Slaską (8.03.1862-1923), córkę Juliusza Joachima Slaskiego i Julii z Gawrońskich.